# Denominación de Origen Aceite de los Montes de Toledo
Aceite de los Montes de Toledo es una indicación geográfica con denominación de origen protegida para los aceites de oliva vírgenes extra que, reuniendo las características definidas en su reglamento, hayan cumplido con todos los requisitos exigidos en el mismo. 

## Zona de producción
La zona de producción de los aceites de oliva amparados por la Denominación de Origen Aceite de los Montes de Toledo está constituida por terrenos ubicados en un amplio número municipios de las provincias de Toledo y Ciudad Real.